# Johann David Wyss
Johann David Wyss (28. května 1743, Bern – 11. ledna 1818, tamtéž) byl švýcarský protestantský kněz a spisovatel.

## Život
Johann David Wyss byl synem vysokého důstojníka a studoval teologii a filozofii na Bernské a Lausannské univerzitě. Od roku 1766 byl knězem u bernského zahraničního regimentu, roku 1775 se stal farářem v Seedorfu a o dva roky později v Bernu u kostela Berner Münster. Roku 1803 se odebral na svůj statek v Könizi, kde se věnoval především pěstování ovoce a chovu včel.

## Dílo
Proslavil se především knihou Švýcarský Robinson (Der Schweizerische Robinson), inspirovanou slavným románem Daniela Defoea Robinson Crusoe. Psal ji v letech 1794–1798 pouze pro své děti, aniž by přemýšlel o možném budoucím vydání. K tomu došlo až poté, co se jeho syn Johann Rudolf Wyss (1781–1830), profesor filozofie v Bernu a autor švýcarské národní hymny rozhodl v roce 1812 dílo přepracovat a vydat.

## Filmové adaptace
- Perils of the Wild (1925, Nebezpečná divočina), USA, režie Francis Ford, dnes ztracený němý film,
- Swiss Family Robinson (1940, Švýcarský Robinson), USA, režie Edward Ludwig,
- Swiss Family Robinson (1958, Švýcarský Robinson), USA, režie William A. Graham, televizní film,
- Swiss Family Robinson (1960, Švýcarský Robinson), USA, režie Ken Annakin,
- The Swiss Family Robinson (1975, Švýcarský Robinson), USA, režie Harry Harris, televizní film,
- Kazoku Robinson hyôryûki fushigina shima no furône (1981, Švýcarský Robinson), Japonsko, režie Yoshihiro Kuroda, televizní film,
- Beverly Hills Family Robinson (1998, Švýcarský Robinson z Beverly Hills), USA, režie Troy Miller, televizní film,
- The New Swiss Family Robinson (1998, Nová švýcarská rodina Robinzonů), USA, režie Stewart Raffill,
- Swiss Family Robinson: Lost in the Jungle (2000, Švýcarský Robinson: Ztraceni v džungli), USA, režie Edgar G. Ulmer, televizní film,
- Stranded (2002, Ztroskotaní), USA, režie Charles Beeson, televizní film,

## Česká vydání
- Švýcarský Robinson, Josef Lukasík, Ostrava 1947, přeložil Jaromír Červenka.
- Švýcarský Robinzon, SNDK, Praha 1967, volně převyprávěl Bohumír Polách.
- Švýcarský Robinzon, Blok, Brno 1973 a 1987, volně převyprávěl Bohumír Polách.
- Švýcarský Robinzon, Akcent, Praha 1997, volně převyprávěl Bohumír Polách.
- Švýcarský Robinson, BB art, Praha 1999, přeložil Pavel Medek.
- Rodina Robinsonů, Grada, Praha 2011, anglickou adaptaci Swiss family Robinson přeložil Šimon Jimel.
- Švýcarský Robinson, Triton, Praha 2017.
- Dobrodružství švýcarského Robinsona, Triton, Praha 2022, převyprávěl Jan Hora